# Monte do Templo
Monte do Templo (em hebraico:  הר הבית, transl. Har Ha-Bayit), também conhecido como Nobre Santuário (em árabe: الحرم الشريف, transl. Haram al-Sharif) e às vezes como Esplanada das Mesquitas, complexo de Al-Aqsa ou simplesmente Al-Aqsa, é uma colina localizada na Cidade Velha de Jerusalém que tem sido venerada como um local sagrado por milhares de anos, incluindo no judaísmo, cristianismo e islamismo. O local atual é uma praça plana cercada por muros de contenção (incluindo o Muro das Lamentações), que foram originalmente construídos pelo rei Herodes no primeiro século a.C. para uma expansão do Segundo Templo Judaico. A praça é dominada por duas estruturas monumentais construídas originalmente durante os califados Ortodoxo e Omíada, após a captura da cidade no ano 637: o principal salão de orações da Mesquita de Al-Aqsa e o Domo da Rocha, perto do centro da colina, que foi concluído em 692, tornando-se uma das mais antigas estruturas islâmicas existentes no mundo. As muralhas e portões herodianos, com adições do final do período bizantino, período muçulmano inicial, mameluco e otomano, ladeiam o local, que pode ser acessado por onze portões, dez reservados para muçulmanos e um para não muçulmanos, com postos de guarda da Polícia de Israel nas proximidades de cada um. O pátio é cercado ao norte e oeste por dois pórticos da era mameluca (riwaq) e quatro minaretes.
O Monte do Templo é o local mais sagrado do judaísmo e onde antigamente existiram dois templos judeus. De acordo com a tradição e as escrituras judaicas, o Primeiro Templo foi construído pelo rei Salomão, filho do rei David, em 957 a.C., e foi destruído pelo Império Neobabilônico, juntamente com Jerusalém, em 587 a.C.. Nenhuma evidência arqueológica foi encontrada para verificar a existência do Primeiro Templo e as escavações científicas foram limitadas devido a sensibilidades religiosas. O Segundo Templo, construído sob Zorobabel em 516 a.C., foi posteriormente reformado pelo rei Herodes e finalmente destruído pelo Império Romano em 70 d.C.. A tradição judaica ortodoxa afirma que é aqui que o terceiro e último templo será construído quando o Messias vier. O Monte do Templo é o lugar para onde os judeus se voltam durante a oração. As atitudes judaicas em relação à entrada no local variam. Devido à sua extrema santidade, muitos judeus não caminham no próprio Monte, para evitar entrar involuntariamente na área onde ficava o Santo dos Santos, uma vez que, de acordo com a lei rabínica, ainda há algum aspecto da presença divina no local.
O complexo da Mesquita de Al-Aqsa, no topo do local, é a segunda mesquita mais antiga do islamismo e uma das três locais mais sagrados para muçulmanos sunitas e xiitas; é reverenciado como "o Nobre Santuário". Seu pátio (sahn) pode receber mais de 400 mil fiéis, o que a torna uma das maiores mesquitas do mundo. A praça inclui o local considerado como onde o profeta islâmico Maomé teria ascendido ao céu e serviu como a primeira qibla, a direção para onde os muçulmanos se voltam quando oram. Tal como no judaísmo, os muçulmanos também associam o local a Salomão e a outros profetas que também são venerados no islamismo. O local, e o termo "al-Aqsa", em relação a toda a praça, também é um símbolo central de identidade para os palestinos, incluindo os cristãos palestinos.
Desde as Cruzadas, a comunidade muçulmana de Jerusalém administra o local por meio do Waqf Islâmico de Jerusalém. O local, junto com toda Jerusalém Oriental (que inclui a Cidade Velha), foi controlado pela Jordânia de 1948 a 1967 e está ocupado por Israel desde a Guerra dos Seis Dias de 1967. Pouco depois de capturar o local, Israel devolveu a sua administração ao Waqf sob a custódia da Jordânia, mantendo ao mesmo tempo o controle de segurança israelense, cujo governo impõe uma proibição à oração de não-muçulmanos, como parte de um acordo geralmente referido como o "status quo". O local continua a ser um importante ponto focal do conflito israelo-palestino.

## Localização e dimensões

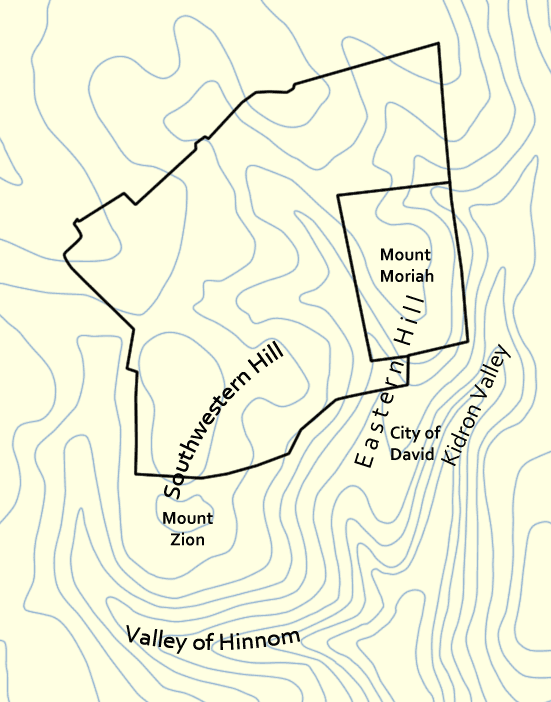
Mapa topográfico da Cidade Antiga de Jerusalém, mostrando o Monte do Templo no pico oriental

O Monte do Templo forma a porção norte de um estreito contraforte de colina que desce acentuadamente de norte a sul. Elevando-se acima do Vale do Cédron a leste e do Vale do Tiropeon a oeste,  seu pico atinge uma altura de 740 metros acima do nível do mar. Por volta de 19 a.C., Herodes, o Grande, ampliou o planalto natural do Monte, cercando a área com quatro enormes muros de contenção e preenchendo os vazios. Essa expansão artificial resultou em uma grande extensão plana que hoje forma a seção oriental da Cidade Velha de Jerusalém. A plataforma em formato de trapézio mede 488 metros ao longo do oeste, 470 metros ao longo do leste, 315 metros ao longo do norte e 280 metros ao longo do sul, dando uma área total de aproximadamente 150 metros quadrados. A parede norte do Monte, juntamente com a seção norte da parede oeste, fica escondida atrás de edifícios residenciais. A seção sul do flanco ocidental é revelada e contém o que é conhecido como Muro das Lamentações. Os muros de contenção desses dois lados descem muitos metros abaixo do nível do solo. Uma porção norte do muro ocidental pode ser vista de dentro do Túnel do Muro das Lamentações, que foi escavado através de edifícios adjacentes à plataforma. Nos lados sul e leste, as paredes são visíveis quase em sua altura máxima. A plataforma em si é separada do resto da Cidade Velha pelo Vale de Tiropeon, embora esse vale outrora profundo esteja agora em grande parte escondido sob depósitos posteriores e seja imperceptível em alguns lugares. A plataforma pode ser alcançada através do Portão da Rua das Correntes – uma rua no Bairro Muçulmano ao nível da plataforma, na verdade situada sobre uma ponte monumental;  a ponte não é mais visível externamente devido à mudança no nível do solo, mas pode ser vista de baixo através do Túnel do Muro das Lamentações.

## Patrimônio Histórico
Em 1980, a Jordânia propôs que a Cidade Velha fosse classificada como Patrimônio Mundial da UNESCO, o que aconteceu  em 1981. Em 1982, no entanto, o local foi adicionado à Lista do Patrimônio Mundial em Perigo.
Em 26 de outubro de 2016, a UNESCO aprovou a Resolução da Palestina Ocupada que condenou o que descreveu como "agressões israelenses crescentes" e medidas ilegais contra o Waqf, apelou à restauração do acesso muçulmano e exigiu que Israel respeitasse o status quo histórico e também criticou Israel pela sua contínua "recusa em permitir que os especialistas do organismo acedam aos locais sagrados de Jerusalém para determinar o seu estado de conservação".
Em resposta, Israel denunciou a resolução da UNESCO pela omissão das palavras "Monte do Templo" ou "Har HaBayit", afirmando que negava os laços judaicos com o local. Israel congelou todos os laços com a UNESCO. Em outubro de 2017, Israel e os Estados Unidos anunciaram que se retirariam da UNESCO, alegando "preconceito anti-Israel".
Em 6 de abril de 2022, a UNESCO adotou por unanimidade uma resolução reiterando todas as 21 resoluções anteriores relativas a Jerusalém.

## História

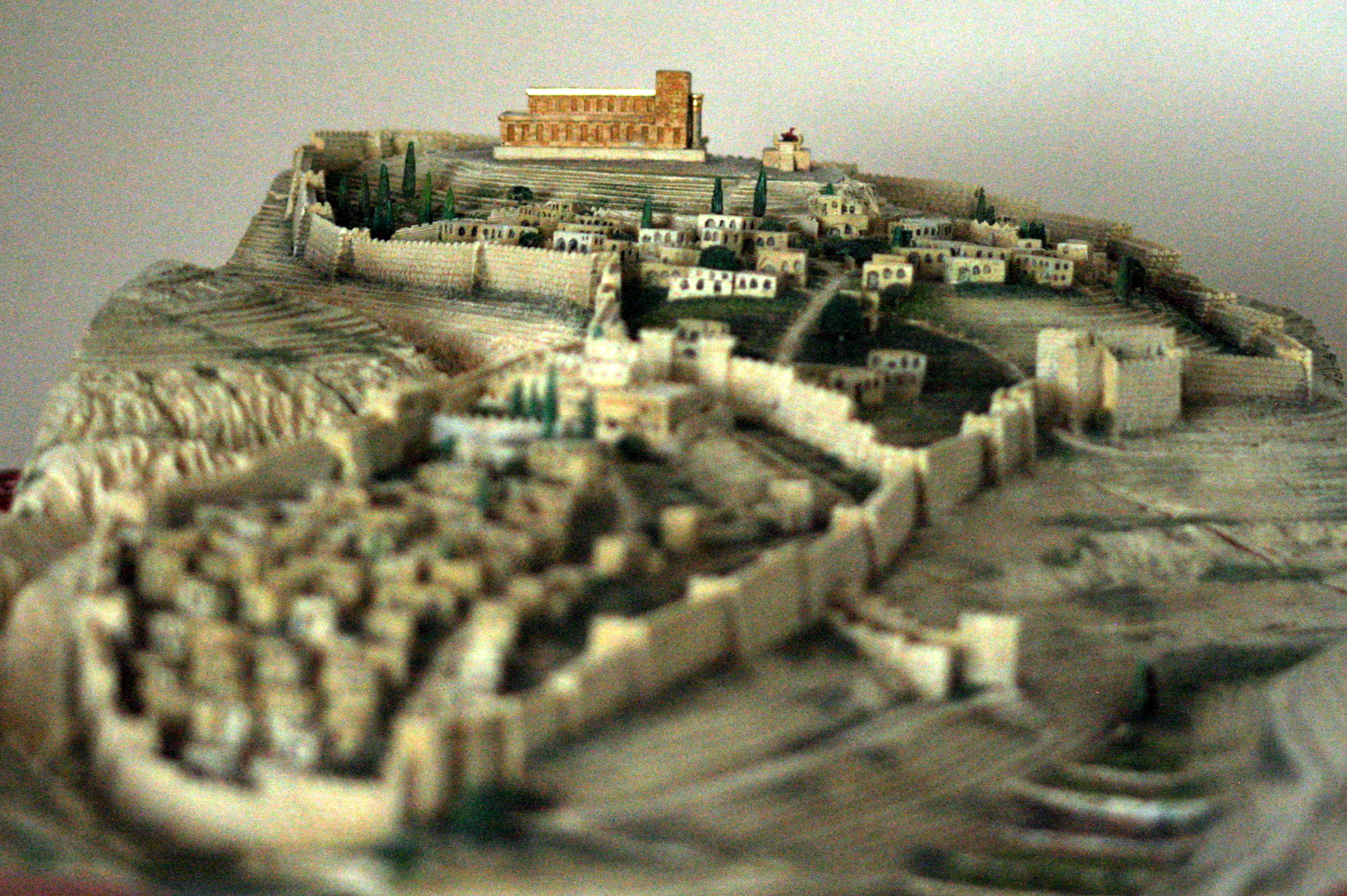
Reconstrução moderna de Jerusalém durante o reinado de Salomão (século X a.C.) do Parque Nacional dos Muros de Jerusalém. O templo fica no Monte Moriá original, como era antes de sua expansão pelo rei Herodes no século I a.C.

Segundo a ortodoxia judaica, os judeus não devem penetrar no monte do Templo porque o consideram um lugar sagrado profanado e porque poderiam, sem querer, violar o Sancta sanctorum do desaparecido templo, isto é, a zona do mesmo cuja entrada só estava permitida ao sumo sacerdote.
Em 361, o imperador romano Juliano, ordenou a reconstrução do templo judeu no monte do Templo. Entretanto, a reconstrução foi abandonada por conta de um terremoto ocorrido em 363. Alguns registros antigos mostram que os judeus ainda ofereciam sacrifícios perto do local da Pedra Fundamental.
O Califa Omar ordenou a construção de uma mesquita ao lado sudeste do local, em direção a Meca, somente 78 anos após isto foi concluída a mesquita de al-Aqsa. A construção original ficou conhecida por ter sido feito de madeira.
Em 691, um monumento octogonal com uma cúpula foi construído sobre as rochas, chefiada pelo califa Abedal Maleque ibne Maruane, ficando o santuário conhecido como a Domo da Rocha (Qubbat as-Sakhra قبة الصخرة). Sua cúpula em si foi coberta de ouro somente em 1920. Em 715, os omíadas liderados pelo califa Ualide I, construíram um templo nas proximidades dos Chanuyot (ver ilustrações e imagem detalhada), que deram o nome de al-Masjid al-Aqsaالمسجد الأقصى, a al-Aqsa ou traduzido "a mais distante mesquita", correspondente à crença muçulmana de milagrosa jornada noturna como relatado no Alcorão e hádice feita por Muhammad. O termo Salharam Alxarife (al-Haram al-Sharif الحرم الشريف) ou Santuário Nobre refere-se a toda a área que circunda a rocha, como foi chamado mais tarde pela mamelucos e Império Otomano.
Após o local ter sido conquistado pelos cruzados em 1099, os Templários se estabeleceram na Mesquita de Al-Aqsa e fizeram do local seu quartel general. Saladino reconquistou Jerusalém e os templos em 2 de outubro de 1187, através do Cerco de Jerusalém. Antes da queda pelos cristãos, Saladino ofertou generosos termos de rendição, os quais foram rejeitados. Após o cerco ter iniciado, ele ofereceu 25% do reino de Jerusalém ao povo cristão, que também foi rejeitado, porém após a morte de uma série de muçulmanos (estima-se 5 000), as forças cristãs lideradas por Balião de Ibelin iniciaram a destruição dos locais sagrados muçulmanos localizados na Esplanada das Mesquitas, o que gerou a revolta entre os muçulmanos. Após a captura de Jerusalém, Saladino convidou os judeus a voltarem a cidade, sendo que estes anteriormente foram expulsos pelos cristãos. Os judeus de Ascalão, uma grande população judaica, aceitaram este convite e voltaram a viver em Jerusalém.

### História recente
Frequentemente o acesso aos templos é bloqueado por questões de segurança (o que algumas organizações veem como violações aos direitos humanos), porém em determinadas ocasiões do ano o acesso de fiéis oriundos da Cisjordânia é liberado pelo exército israelense; durante o Ramadã de 2008, por exemplo, o então ministro da defesa do país, Ehud Barak, permitiu o acesso, durante as reuniões de sexta-feira, apenas de homens entre 45 e 50 casados, mulheres de 30 e 45 anos, além de homens com mais de 50 e mulheres com mais de 45 anos.

## Significado religioso

### Judaísmo

#### Primeiro Templo

Representação artística moderna do Templo de Salomão no Museu de Israel

Templo de Salomão, também conhecido como Primeiro Templo (em hebraico: בֵּית-הַמִּקְדָּשׁ הָרִאשׁוֹן; romaniz.: Primeira Casa do Santuário), foi um templo bíblico em Jerusalém que se acredita ter existido entre os séculos X e VI a.C. Sua descrição é amplamente baseada em narrativas da Bíblia hebraica, na qual foi encomendado pelo rei bíblico Salomão antes de ser destruído durante o Cerco de Jerusalém por Nabucodonosor II do Império Neobabilônico em 587 a.C. Nenhum vestígio do templo destruído foi encontrado. A maioria dos estudiosos modernos concorda que o Primeiro Templo existia no Monte do Templo em Jerusalém na época do cerco babilônico, mas há um debate significativo sobre a data de sua construção e a identidade de seu construtor.
A Bíblia hebraica, especificamente no Livro dos Reis, inclui uma narrativa detalhada sobre a ordem de construção dada por Salomão, o penúltimo governante do Reino Unido de Israel. Ele também credita Salomão como o colocador da Arca da Aliança no Santo dos Santos, um santuário interno sem janelas dentro da estrutura. A entrada no Santo dos Santos era fortemente restringida; o Sumo Sacerdote de Israel era a única autoridade autorizada a entrar no santuário e só o fazia no Yom Kippur, carregando o sangue de um cordeiro sacrificial e queimando incenso. Além de servir como um edifício religioso para adoração,também funcionava como um local de reunião para os israelitas. A destruição do Primeiro Templo e o subsequente cativeiro babilônico foram eventos vistos como o cumprimento de profecias bíblicas e, portanto, afetaram as crenças religiosas judaicas, precipitando a transição dos israelitas do politeísmo ou do monolatrismo (como visto no javismo) para o firme monoteísmo judaico.
Anteriormente, muitos estudiosos aceitavam a narrativa bíblica da construção do Primeiro Templo por Salomão como autêntica. Durante a década de 1980, abordagens céticas ao texto bíblico, bem como ao registro arqueológico, levaram alguns estudiosos a duvidar da existência de algum Templo em Jerusalém construído já no século X a.C. Alguns estudiosos sugeriram que a estrutura original construída por Salomão era relativamente modesta e foi posteriormente reconstruída em uma escala maior. Nenhuma evidência direta da existência do Templo de Salomão foi encontrada.

#### Segundo Templo

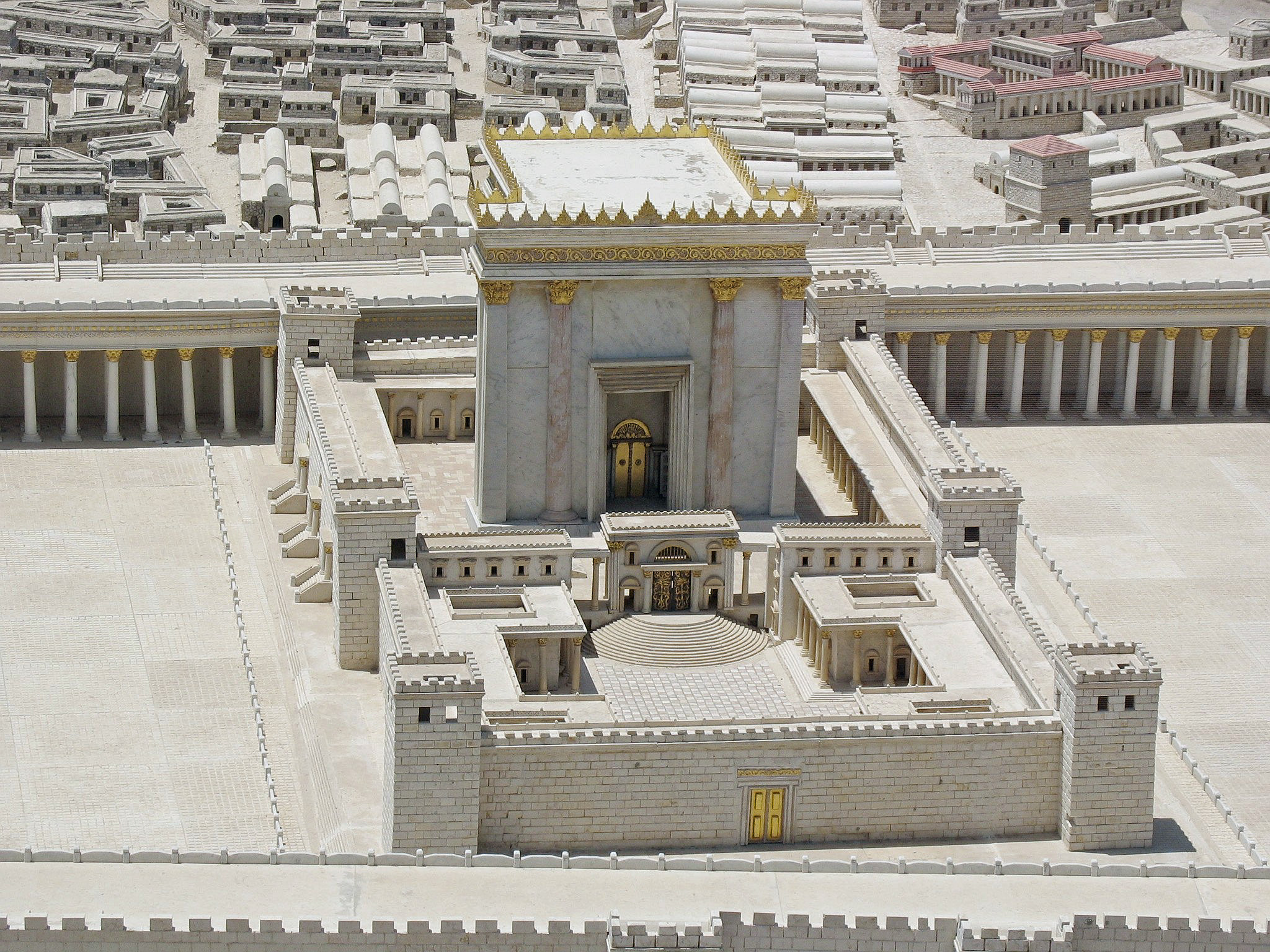
Modelo do Segundo Templo (inspirado nos escritos de Flávio Josefo) exibido na Maquete da Terra Santa de Jerusalém no Museu de Israel

Segundo Templo (em hebraico: בֵּית־הַמִּקְדָּשׁ‎ הַשֵּׁנִי, trad. 'Segunda Casa do Santuário') foi o Templo reconstruído em Jerusalém, em uso entre c. 516 a.C. e sua destruição em 70 d.C. Em sua última fase, foi ampliado por Herodes, o Grande, resultando em um edifício que mais tarde foi chamado de Templo de Herodes. Definindo o período do Segundo Templo, ele se manteve como um símbolo fundamental da identidade judaica e foi central para o judaísmo do Segundo Templo; era o principal local de adoração, sacrifício ritual (korban) e reunião comunitária para os judeus. Como tal, atraiu peregrinos judeus de terras distantes durante as Três Festas de Peregrinação: Páscoa, Shavuot e Sucot.
A construção do Segundo Templo começou logo após a conquista persa da Babilônia; o antecessor do Segundo Templo, conhecido como Templo de Salomão, foi destruído junto com o Reino de Judá como um todo pelo cerco babilônico de Jerusalém por volta de 587 a.C. Depois que o Império Neobabilônico foi anexado pelo Império Aquemênida, o rei persa Ciro, o Grande, emitiu o chamado Édito de Ciro, que é descrito na Bíblia Hebraica como tendo autorizado e encorajado o retorno a Sião — um evento bíblico no qual o povo judeu retornou ao antigo Reino de Judá, que os persas haviam reestruturado recentemente como a província judaica autônoma de Jeúde. A conclusão do Segundo Templo na época do rei persa Dario I significou um período de renovada esperança judaica e renascimento religioso. De acordo com fontes bíblicas, o Segundo Templo era originalmente uma estrutura relativamente modesta construída sob a autoridade do governador judeu nomeado pelos persas, Zorobabel, neto de Jeconias, o penúltimo rei de Judá.
No século I a.C., o Segundo Templo foi reformado e ampliado sob o reinado de Herodes, o Grande, daí o nome homônimo alternativo para a estrutura. Os esforços de transformação de Herodes resultaram em uma estrutura e um pátio grandiosos e imponentes, incluindo os grandes edifícios e fachadas mostrados em modelos modernos, como a Maquete da Terra Santa de Jerusalém no Museu de Israel. O Monte do Templo, onde ficavam o Templo de Salomão e o Segundo Templo, também foi significativamente expandido, dobrando de tamanho para se tornar o maior santuário religioso do mundo antigo.

#### Terceiro Templo
Terceiro Templo (em hebraico: בֵּית הַמִּקְדָּשׁ הַשְּׁלִישִׁי, trad. 'Terceira Casa do Santuário') refere-se a um hipotético templo judaico reconstruído em Jerusalém. Ele sucederia o Templo de Salomão e o Segundo Templo, destruídos no cerco babilônico de Jerusalém em 587 a.C. e no cerco romano de Jerusalém em 70 d.C., respectivamente. A noção e o desejo por um Terceiro Templo são sagrados no judaísmo, especialmente no judaísmo ortodoxo. Ele seria o local de adoração mais sagrado para os judeus. A Bíblia hebraica afirma que os profetas judeus pediram sua construção antes da Era Messiânica ou em conjunto com ela. A construção do Terceiro Templo também desempenha um papel importante em algumas interpretações da escatologia cristã.

#### Muro das Lamentações
O Muro das Lamentações, Muro de Al-Buraq ou Muro Ocidental (em hebraico: הַכּוֹתֶל הַמַּעֲרָבִי, romaniz.: HaKotel HaMa'aravi; lit. 'o muro ocidental') é uma antiga muralha de contenção construída na colina conhecida por judeus e cristãos como Monte do Templo de Jerusalém. Sua seção mais famosa também é frequentemente referida pelos judeus como Kotel ou Kosel, enquanto no mundo árabe e islâmico é conhecida como Muro de Buraq (em árabe: حَائِط ٱلْبُرَاق; romaniz.: Ḥā’iṭ al-Burāq). No contexto religioso judaico, o termo Muro das Lamentações e suas variações são usados, em sentido estrito, para se referir à seção usada para a oração judaica; em seu sentido mais amplo, refere-se a todos o 488 metros de comprimento do muro de contenção situado a oeste do Monte do Templo.
Trata-se do único vestígio do antigo Templo de Herodes, erguido por Herodes, o Grande no lugar do Templo de Jerusalém inicial. Herodes mandou construir grandes muros de contenção em redor do monte Moriá, ampliando a pequena esplanada sobre a qual foram edificados o Primeiro e o Segundo Templo de Jerusalém, formando o que hoje se designa como a Esplanada das Mesquitas. Assim, o atual Muro das Lamentações é a parte que restou de um muro de arrimo que servia de sustentação para uma das paredes do edifício principal e que em si mesmo, não integrava o Templo que foi destruído pelo general Tito, que depois se tornaria imperador romano, no ano de 70.

### Islamismo

#### Cúpula da Rocha
Cúpula da Rocha (em árabe: قبة الصخرة), também chamada de Domo da Rocha, é um santuário islâmico no centro do complexo da Mesquita de Al-Aqsa, no Monte do Templo, na Cidade Antiga de Jerusalém. É a obra de arquitetura islâmica mais antiga do mundo, a mais antiga estrutura religiosa arqueologicamente atestada a ser construída por um governante muçulmano e suas inscrições contêm as primeiras proclamações epigráficas do islamismo e do profeta islâmico Maomé.
Sua construção inicial foi realizada pelo Califado Omíada sob as ordens de Abedal Maleque durante a Segunda Fitna em 691–692 d.C., e desde então está situada no topo do local do Segundo Templo Judaico (construído em c. 516 a.C. por Herodes, o Grande para substituir o destruído Templo de Salomão), que foi destruído pelos romanos em 70 d.C.. A cúpula original desabou em 1015 e foi reconstruída entre 1022 e 1023. Sua arquitetura e mosaicos foram inspirados nas igrejas e palácios bizantinos próximos. Sua aparência externa foi significativamente alterada durante o início período otomano, quando azulejos coloridos, principalmente azuis e brancos, no estilo de İznik, foram aplicados no exterior, e novamente no período moderno, principalmente com a adição do telhado folheado a ouro em 1959-61 e novamente em 1993. O plano octogonal da estrutura pode ter sido influenciado pela Igreja do Trono de Maria da era bizantina (também conhecida como Kathisma em grego e al-Qadismu em árabe), que foi construída entre 451 e 458 na estrada entre Jerusalém e Belém.
A Pedra Fundamental (ou Rocha Nobre) sobre a qual o templo foi construído tem grande significado nas religiões abraâmicas como o lugar onde Deus criou o mundo e também o primeiro ser humano, Adão. Acredita-se também que seja o local onde Abraão tentou sacrificar seu filho e o lugar onde a presença divina se manifesta mais do que em qualquer outro lugar, para onde os judeus se voltam durante as orações. O grande significado do local para os muçulmanos deriva das tradições que o conectam à criação do mundo e da crença de que a jornada noturna de Maomé começou na rocha no centro da estrutura.

#### Mesquita de Al-Aqsa

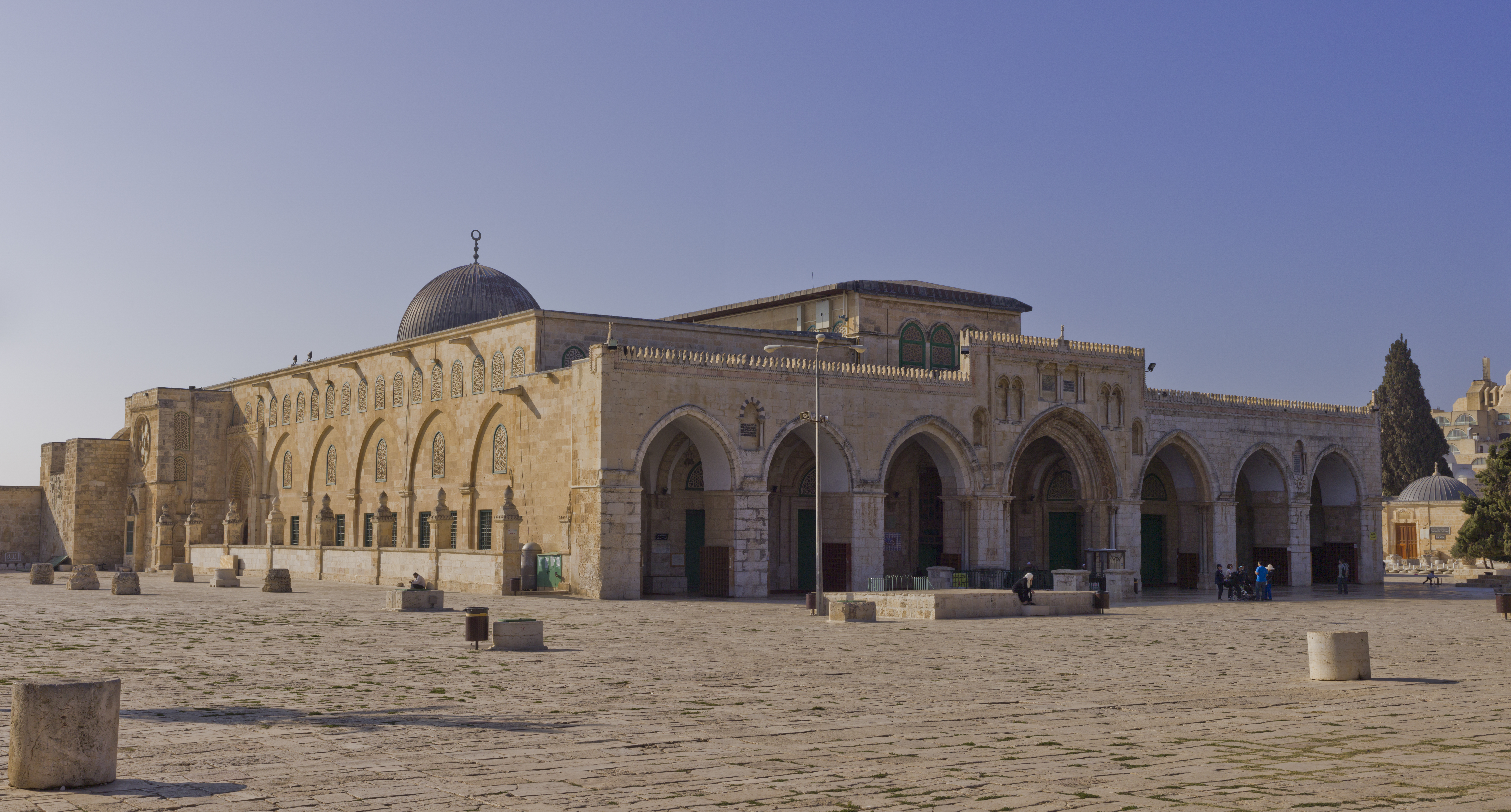
Mesquita de Al-Aqsa

Mesquita de Al-Aqsa (em árabe: جامع الأقصى; romaniz.: Mesquita congregacional de Al-Aqsa), também conhecida como Mesquita de Quibli (المصلى القبلي, al-muṣallā al-qiblī, lit.  "salão de oração da qibla (sul)"), é a principal mesquita congregacional ou salão de orações no complexo da mesquita de Al-Aqsa, na Cidade Velha de Jerusalém. Em algumas fontes, o edifício também é chamado de al-Masjid al-Aqṣā, mas esse nome se aplica principalmente a todo o complexo onde o edifício está situado, que também é conhecido como "Mesquita Al-Aqsa". O complexo mais amplo é conhecido como Al-Aqsa ou complexo da mesquita de Al-Aqsa, também conhecido como al-Ḥaram al-Sharīf (الحرم الشريف, lit.  "O Santuário Nobre").
Durante o governo do califa ortodoxo Omar (r. 634–644) ou do califa omíada Moáuia I (r. 661–680) uma pequena casa de oração no complexo foi erguida perto do local da mesquita. A mesquita atual, localizada na parede sul do complexo, foi construída originalmente pelo quinto califa omíada Abedal Maleque (r. 685–705) ou seu sucessor Ualide I ( r. 705–715 ) (ou ambos) como uma mesquita congregacional no mesmo eixo do Domo da Rocha, um monumento islâmico comemorativo. Depois de ser destruída por um terremoto em 746, a mesquita foi reconstruída em 758 pelo califa abássida Almançor. Foi posteriormente expandida em 780 pelo califa abássida Almadi, passando a consistir em quinze naves e uma cúpula central. No entanto, foi novamente destruída durante o terremoto de 1033 no Vale do Rift da Jordânia. A mesquita foi reconstruída pelo califa fatímida Ali Azair (r. 1021–1036), que a reduziu para sete naves, mas adornou seu interior com um elaborado arco central coberto de mosaicos vegetais; a estrutura atual preserva o contorno do século XI.